# Ellisville (Misisipi)
Ellisville es una ciudad del Condado de Jones, Misisipi, Estados Unidos. Según el censo de 2000 tenía una población de 3.465 habitantes.

## Demografía
Según el censo de 2000, había 3.465 personas, 1.220 hogares y 795 familias residiendo en la localidad. La densidad de población era de 242,8 hab./km². Había 1.380 viviendas con una densidad media de 96,7 viviendas/km². El 67,42% de los habitantes eran blancos, el 30,91% afroamericanos, el 0,20% amerindios, el 0,17% asiáticos, el 0,61% de otras razas y el 0,69% pertenecía a dos o más razas. El 1,47% de la población eran hispanos o latinos de cualquier raza.
Según el censo, de los 1.220 hogares en el 27,0% había menores de 18 años, el 42,0% pertenecía a parejas casadas, el 19,0% tenía a una mujer como cabeza de familia, y el 34,8% no eran familias. El 31,3% de los hogares estaba compuesto por un único individuo, y el 13,4% pertenecía a alguien mayor de 65 años viviendo solo. El tamaño promedio de los hogares era de 2,41 personas, y el de las familias de 3,02.
La población estaba distribuida en un 22,4% de habitantes menores de 18 años, un 10,2% entre 18 y 24 años, un 27,6% de 25 a 44, un 22,5% de 45 a 64, y un 17,3% de 65 años o mayores. La media de edad era 39 años. Por cada 100 mujeres había 92,3 hombres. Por cada 100 mujeres de 18 años o más, había 85,3 hombres.
Los ingresos medios por hogar en la localidad eran de 23.424 dólares ($), y los ingresos medios por familia eran 27.955 $. Los hombres tenían unos ingresos medios de 26.477 $ frente a los 22.537 $ para las mujeres. La renta per cápita para la ciudad era de 12.822 $. El 35,0% de la población y el 21,1% de las familias estaban por debajo del umbral de pobreza. El 36,8% de los menores de 18 años y el 28,5% de los habitantes de 65 años o más vivían por debajo del umbral de pobreza.

## Geografía
Según la Oficina del Censo de los Estados Unidos, Ellisville tiene un área total de 14,5 km² de los cuales 14,3 km² corresponden a tierra firme y 0,2 km² a agua. El porcentaje total de superficie con agua es 1,61%.